# Christianisme en Inde
 (avril 2016).
Le christianisme est, statistiquement, la troisième religion de l'Inde, avec approximativement 31 millions de fidèles, selon le recensement de 2011, qui constituent 2,3 % de la population totale du pays. Le christianisme est une religion minoritaire en Inde.

## Histoire

### L'Église de Malabar
Les premières communautés chrétiennes auraient été fondées il y a près de 2 000 ans et auraient donné naissance à l'Église de Malabar (première Église chrétienne). Selon une ancienne et solide tradition, la première évangélisation fut l'œuvre de  Thomas l'incrédule, l'un des douze apôtres du Christ. Son tombeau, non formellement identifié, se trouve dans la basilique Saint-Thomas de Mylapore, à Chennai.
L'Église malankare Mar Thoma compterait un million d'adeptes.

### Influence portugaise
L'histoire de l'Église latine catholique commence avec l'arrivée de Vasco de Gama. Une des premières églises encore debout, de style roman, se trouve à Cochin dans le Kerala. Dans l'ancienne colonie portugaise de Goa, des monastères en ruine sont encore visités. On retrouve de nombreux Indiens chrétiens catholiques avec des patronymes ou noms d'origine portugaise en Inde, en dehors des anciennes colonies portugaises, comme à Bombay, ou à Cochin, mais ils ne parlent plus le portugais, mais le plus souvent les langues locales, avec souvent l'anglais. Au Bengale-Occidental, les prêtres des églises catholiques ont souvent des noms portugais.

### Missionnaires protestants
Les premiers missionnaires protestants en Inde sont deux luthériens allemands, Bartholomäus Ziegenbalg et Heinrich Plütschau (de). Ils arrivent en 1705 au comptoir danois de Tranquebar, et traduisent la Bible en tamoul et en hindoustani, langues parlées localement. Leur mission s'étend à Madras, Cuddalore et Tanjore.

### Baptisme
Le Conseil de l'église baptiste du Nagaland, une confession chrétienne évangélique baptiste, a été fondé en 1937. En 2016, il compterait 1 615 églises et 610 825 membres. L’Hôpital baptiste de Bangalore a ouvert le 15 janvier 1973.

### Pentecôtisme
Le Conseil général des Assemblées de Dieu de l'Inde, une confession chrétienne évangélique pentecôtiste, a été fondé en 1995 et comptait 5 200 églises en 2016.

## Population

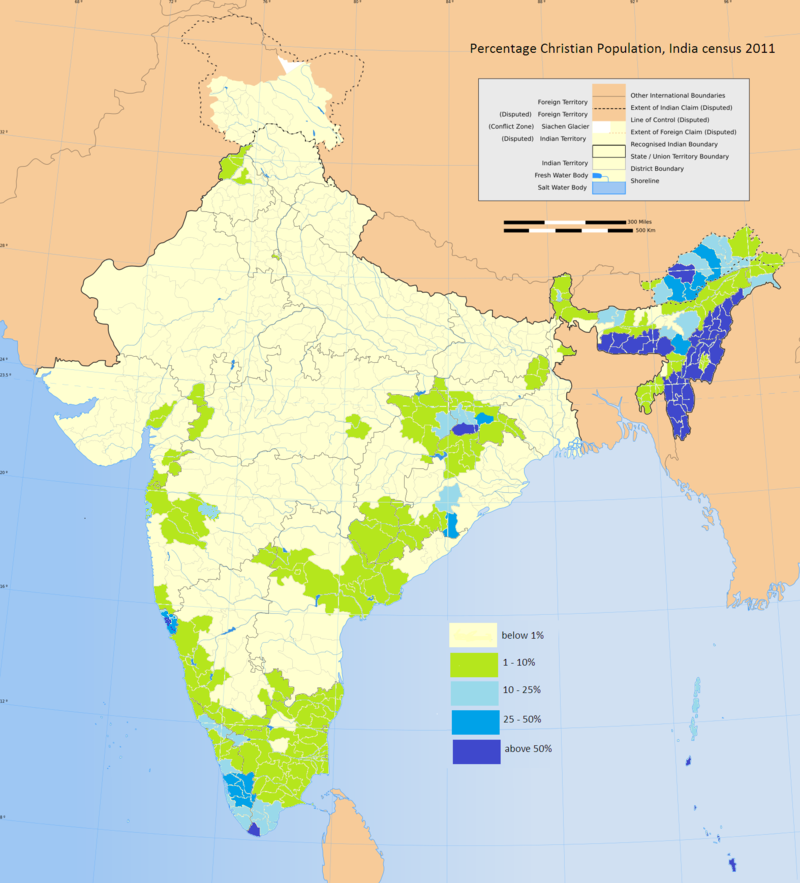
Proportion de chrétiens par répartition géographique selon le recensement de 2011.

Le recensement de 2011 a trouvé 31 850 000 chrétiens en Inde, soit 2,4 % de la population, la majorité étant des catholiques de l'Église latine.
L'église catholique romaine regrouperait environ 70 % des chrétiens d'Inde, répartis en 29 archidiocèses et 128 diocèses. En 1991, l'Église catholique syro-malabare comptait 3,5 millions de membres et l'Église catholique syro-malankare, 300 000. Environ 30 % de la population de Goa serait également de confession catholique romaine. Il y avait 14 000 prêtres diocésains catholiques en 2003 ainsi que 704 hôpitaux. Une étude de l'Église catholique publiée en 2005 comptait 17 300 000 baptisés catholiques, sans qu'on sache le taux de pratique religieuse. On dénombrait 310 000 fidèles de l'Église catholique syro-malankare[Quand ?] et 3 000 000 de l'Église catholique syro-malabare. En janvier 1993, et en février 2005, le statut d'Archevêque majeur a été accordé respectivement aux Églises syro-malabare et syro-malankare par le pape Jean-Paul II.
Le protestantisme s'est établi au XIXe siècle. L'Église de l'Inde du Sud est la plus importante confession protestante dans le pays. Elle a été créée à partir des confessions presbytérienne, réformée, congrégationiste, méthodiste et anglicane en 1947. Elle comptait environ 2 200 000 membres en 1995. La Church of North India revendiquait un million de membres. En Inde, vivaient environ 1 300 000 luthériens, 473 000 méthodistes et 425 000 baptistes en 1995. La plus grande église pentecôtiste autochtone est l'India Pentecostal Church of God. La plupart des confessions protestantes sont présentes en Inde, résultant de l'activité de missionnaires dans le pays. Presbytériens, méthodistes et anglicans sont parmi les églises ayant le plus de fidèles. Les mouvements pentecôtistes et évangélistes connaissent une forte croissance,,.
En ce qui concerne l'orthodoxie, l'Église malankare orthodoxe comporte 2 500 000 membres, l'Église syro-malankare orthodoxe 1 200 000, l'Église malankare Mar Thoma 900 000 et l'Église malabare indépendante 10 000,.

### Castes
Une large majorité de la population chrétienne est d'origine intouchable ou Dalit, ceux-ci se convertissant principalement pour échapper au système des castes. Cependant, il reste présent parmi les chrétiens, y compris au sein du clergé et particulièrement dans les zones rurales, et provoque des discriminations,,.
La théologie dalit (en) a émergé dans les années 1980 en reprenant des thèmes de la théologie de la libération, en raison de la persistance des discriminations au sein du christianisme.

### Population par confession chrétienne

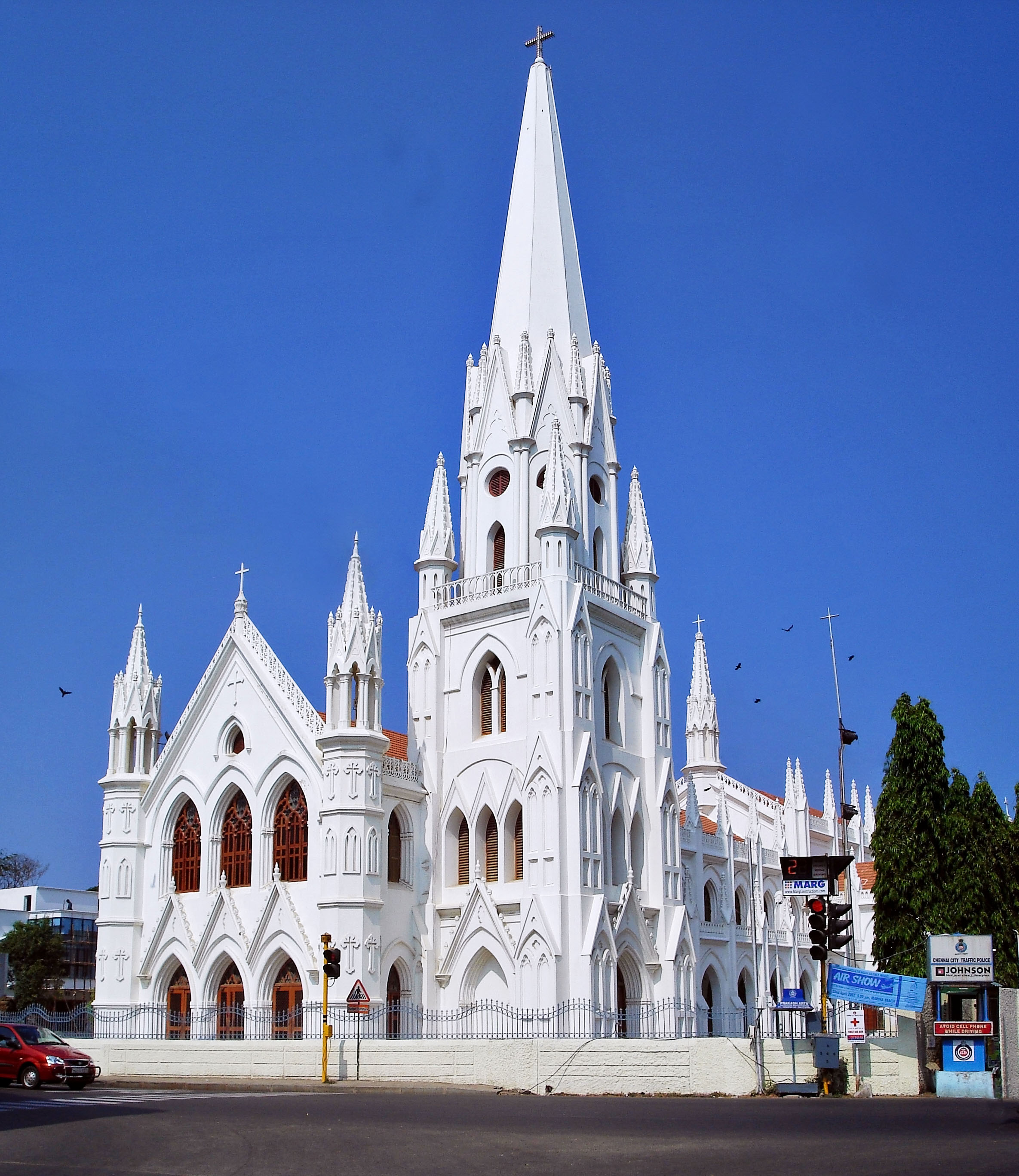
Basilique Saint-Thomas à Chennai abritant le tombeau de saint Thomas, l'un des douze apôtres de Jésus.

| Nom de l'Église                                                  | Population                  | Forme                     |
| ---------------------------------------------------------------- | --------------------------- | ------------------------- |
| Église catholique romaine                                        | 11 800 000                  | Rite latin                |
| Église syro-malabare (unie à Rome)                               | 3 000 000                   | Rite syriaque oriental    |
| Église syro-malankare (unie à Rome)                              | 310 000                     | Rite syriaque occidental  |
| Église orthodoxe malankare et Église syriaque orthodoxe jacobine | 4 700 000                   | Rite syriaque occidental  |
| Église indépendante syro-malabare                                | 10 000                      | Rite syriaque occidental  |
| Église syrienne chaldéenne                                       | 35 000                      | Rite syriaque occidental  |
| Malankara Mar Thoma                                              | 900 000                     | Rite syriaque occidental  |
| Église évangélique de Saint Thomas                               | 35 000                      | Protestant (épiscopalien) |
| Église d'Inde du Sud                                             | 5 000 000                   | Protestant (épiscopalien) |
| Église d'Inde du Nord                                            | 1 250 000                   | Protestant (épiscopalien) |
| Église méthodiste                                                | 648 000                     | Protestant                |
| Église baptiste                                                  | 2 991 276                   | Protestant (évangélique)  |
| Assemblées de Jéhovah Sannah                                     | 310 000                     | Protestant                |
| Luthérien                                                        | 1 267 786                   | Protestant (luthérien)    |
| Brethren                                                         | 449 550 à 1 000 000         | Protestant (évangélique)  |
| Église presbytérienne d'Inde                                     | 1 347 683                   | Protestant (réformé)      |
| Église presbytérienne d'Inde du Nord-Est                         | 15 000                      | Protestant (réformé)      |
| Église presbytérienne réformée d'Inde                            | 10 000                      | Protestant (réformé)      |
| Église évangélique de Maraland                                   | 30 000                      | Protestant (réformé)      |
| Église congrégationaliste d'Inde                                 | 5 500                       | Protestant (réformé)      |
| Église Covenant de l'Hindoustan                                  | 16 600                      | Protestant                |
| Worldwide Faith Missions                                         | 12 000[citation nécessaire] | Protestant                |
| Église évangélique                                               | 250 000                     | Protestant                |
| Nouvelle Église apostolique                                      | 1 448 209                   | Protestant                |
| Église de Dieu pentecôtiste d'Inde                               | 600 000                     | Protestant (évangélique)  |
| Église pentecôtiste de l'Évangile Maranatah                      |                             | Protestant (évangélique)  |
| New Life Fellowship Association                                  | 480 000                     | Protestant (évangélique)  |
| Sharon Fellowship Church                                         | 50 000                      | Protestant                |
| Manna Full Gospel Churches                                       | 275 000                     | Protestant (évangélique)  |
| Philadelphia Fellowship Church of India                          | 200 000                     | Protestant (évangélique)  |
| Adventistes du septième jour                                     | 1 560 000                   | Protestant (évangélique)  |
| Unitarian Union of Northeast India                               | 10 000                      | Protestant (unitarisme)   |
| Témoins de Jéhovah                                               | 42 566                      | Témoins de Jéhovah        |
| Église de Jésus-Christ des saints des derniers jours             | 1 289                       | Mormons                   |
| Gift of God Ministries                                           | 1 000                       | Protestant (évangélique)  |
| Christian Revival Church                                         | 21 447                      | Protestant (évangélique)  |
| Mennonite Brethren Church                                        | 103 000                     | Protestant (évangélique)  |

### Population chrétienne par état

Proportion de chrétiens par état selon le recensement de 2001.

| État                      | Population    | Pourcentage de chrétiens | Nombre de chrétiens |
| ------------------------- | ------------- | ------------------------ | ------------------- |
| Union indienne (totalité) | 1 210 854 977 | 2,30                     | 31 850 000          |
| Nagaland                  | 1 978 502     | 87,93                    | 1 739 651           |
| Mizoram                   | 1 097 206     | 87,16                    | 956 331             |
| Meghalaya                 | 2 966 889     | 74,59                    | 2 213 027           |
| Manipur                   | 2 855 794     | 41,29                    | 1 179 043           |
| Arunachal Pradesh         | 1 383 727     | 30,26                    | 418 732             |
| Goa                       | 1 458 545     | 25,10                    | 366 130             |
| Îles Andaman-et-Nicobar   | 380 581       | 21,28                    | 80 984              |
| Kerala                    | 33 406 061    | 18,38                    | 6 141 269           |
| Sikkim                    | 610 577       | 9,91                     | 60 522              |
| Pondichéry                | 1 247 953     | 6,29                     | 78 550              |
| Tamil Nadu                | 72 147 030    | 6,12                     | 4 418 331           |
| Tripura                   | 3 673 917     | 4,35                     | 159 882             |
| Jharkhand                 | 32 988 134    | 4,30                     | 1 418 608           |
| Assam                     | 31 205 576    | 3,74                     | 1 165 867           |
| Odisha                    | 41 974 218    | 2,77                     | 1 161 708           |
| Chhattisgarh              | 25 545 198    | 1,92                     | 490 542             |
| Karnataka                 | 61 095 297    | 1,87                     | 1 142 647           |
| Dadra et Nagar Haveli     | 343 709       | 1,49                     | 5 113               |
| Andhra Pradesh            | 84 580 777    | 1,34                     | 1 129 784           |
| Pendjab                   | 27 743 338    | 1,26                     | 348 230             |
| Daman and Diu             | 243 247       | 1,16                     | 2 820               |
| Maharashtra               | 112 374 333   | 0,96                     | 1 080 073           |
| Delhi                     | 16 787 941    | 0,87                     | 146 093             |
| Chandigarh                | 1 055 450     | 0,83                     | 8 720               |
| West Bengal               | 91 276 115    | 0,72                     | 658 618             |
| Gujarat                   | 60 439 692    | 0,52                     | 316 178             |
| Lakshadweep               | 64 473        | 0,49                     | 317                 |
| Uttarakhand               | 10 086 292    | 0,37                     | 37 781              |
| Madhya Pradesh            | 72 626 809    | 0,29                     | 213 282             |
| Jammu and Kashmir         | 12 541 302    | 0,28                     | 35 631              |
| Haryana                   | 25 351 462    | 0,20                     | 50 353              |
| Uttar Pradesh             | 199 812 341   | 0,18                     | 356 448             |
| Himachal Pradesh          | 6 864 602     | 0,18                     | 12 646              |
| Rajasthan                 | 68 548 437    | 0,14                     | 96 430              |
| Bihar                     | 104 099 452   | 0,12                     | 129 247             |

## Relations avec les autres religions

### Relations avec l'hindouisme
Les premiers convertis au christianisme furent les Juifs indiens dont les communautés marchandes habitaient déjà les ports du Sud de l'Inde. Les communautés juives ou chrétiennes étant alors étrangères à l'Inde ou à l'hindouisme, elles furent intégrées dans la société en tant que castes commerçantes. Les « chrétiens de Saint Thomas » — connus en Inde sous le nom de nazrani (nom que les Juifs de la première génération chrétienne donnaient à ceux d'entre eux qui se convertissaient au christianisme, du fait que Jésus était nazaréen) — étaient ainsi tolérés.
L'inquisition fut mise en place lors du contrôle de Goa par les Portugais. Elle visait principalement les apostats, mais permettait également de contrôler la population hindoue ou musulmane. Près de 300 temples hindous ont ainsi été détruits.

## Persécutions contre les chrétiens
Après la mort de Swami Lakshmanananda, un moine hindou tué par un maoïste en 2008, des chrétiens sont tués et des églises attaquées,,.
Le christianisme est accusé de remettre en question le système des castes, et la montée en puissance des partis nationalistes hindous comme le BJP ou le RSS (se réclamant de l'Hindutva) a concordé avec des vagues de violence, comme des attaques contre des chrétiens ou des lieux de culte,.
Fin 2023, 11 États du Nord de l'Inde (sur 28 États indiens au total) avaient mis en place des lois anti-conversion dirigées contre les chrétiens et les musulmans. Ces lois servent de prétexte à des extrémistes hindous pour encercler par la force des lieux de réunion chrétiens, en prétendant que des conversions s'y produisent. La police intervient ensuite, en arrêtant et emprisonnant pendant des semaines les chrétiens présents.
Des médias et des associations telles que AED signalent des violences policières et des agressions contre les chrétiens, qu'ils soient des nouveaux convertis ou pas,.
L’association indienne United Christian Forum for Human Rights (UCF) soutient depuis janvier 2015 les chrétiens en détresse, par le biais d'une assistance téléphonique gratuite. Or UCF recense de plus en plus d'attaques contre les chrétiens en Inde : 147 incidents en 2014, 328 en 2019, 599 en 2022 et 687 entre janvier et novembre 2023. Soit une moyenne de deux agressions par jour en 2023.
Selon l'ONG Persecution Relief, 736 attaques antichrétiennes, visant les églises ou les chrétiens, ont eu lieu en 2017, contre 348 en 2016. Les États gérés par le BJP sont particulièrement le lieu de violences, car le gouvernement soutient les groupes hindous fondamentalistes. Ceux qui portent plainte sont parfois accusés de sédition contre l'intégrité nationale, risquant la prison à vie.
Ainsi, en 2021, le Madhya Pradesh met en place une loi anti-conversion sous la pression des nationalistes hindous. Les minorités religieuses, particulièrement les chrétiens, redoutent une hausse des violences. Celles-ci sont déjà courantes envers les convertis. En décembre de la même année, c'est au tour du Karnataka d'adopter une législation similaire.

## Différents rites
On retrouve principalement le rite latin, le rite syro-malabar et le rite syro-malankare. Des adaptations de la liturgie ont été permises aux catholiques par le pape, notamment l'utilisation de pétales de fleur, ou le remplacement de la génuflexion par le salut les mains jointes devant le nez.

## Art et architecture
L'art et l'architecture prennent une part importante dans la vie des chrétiens indiens,. Selon le bâtiment concerné, on peut reconnaître des influences françaises ou danoises.

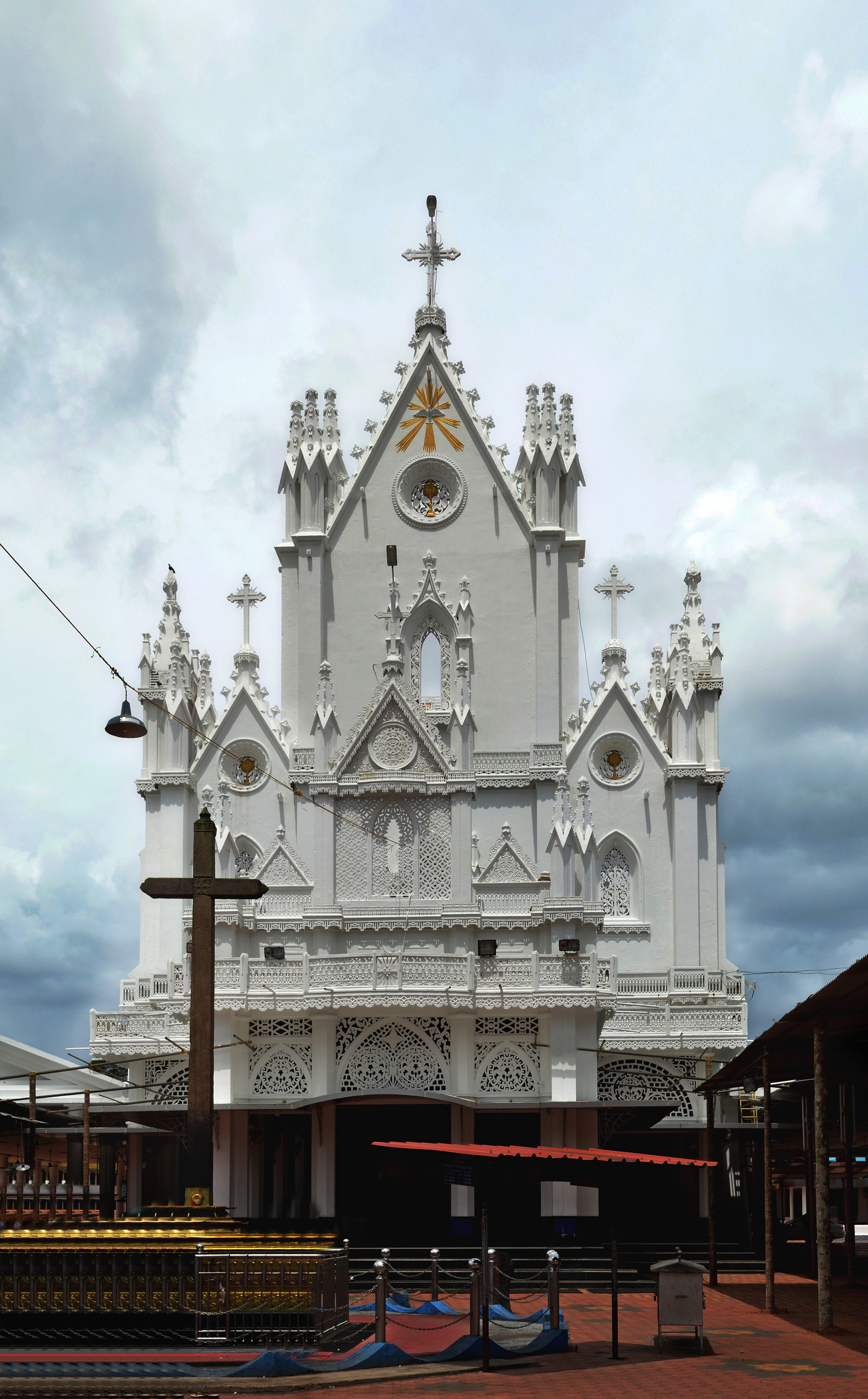
Manarcad, l'une des plus vieilles églises et un lieu de pèlerinage en Inde.
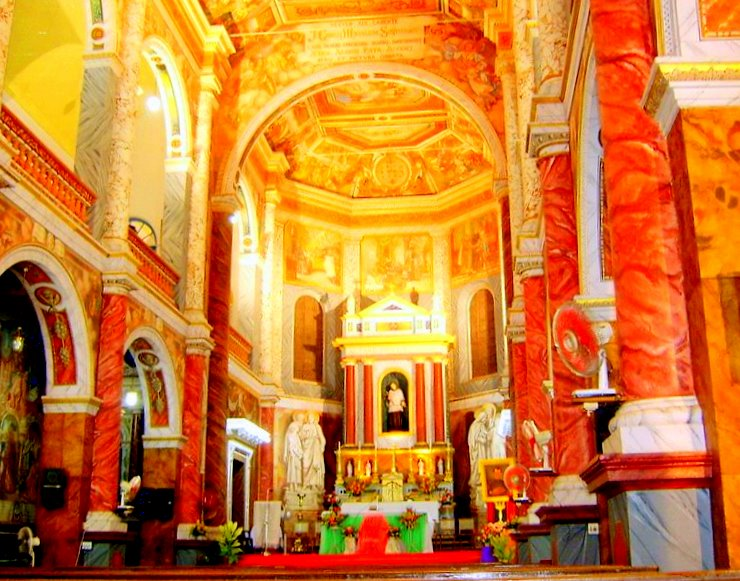
Intérieur de la chapelle Saint Aloÿs de Mangalore.